# Nectaris Fossae
Le Nectaris Fossae sono una struttura geologica della superficie di Marte.